# Vuelo 86 de ADC Airlines
El vuelo 86 de ADC Airlines era un vuelo nacional nigeriano operado por ADC Airlines desde Port Harcourt a Lagos. El 7 de noviembre de 1996, la tripulación del Boeing 727-200 que operaba el vuelo perdió el control de la aeronave mientras evitaba una colisión en el aire durante la aproximación; la aeronave se estrelló invertida a una velocidad muy alta, matando a los 144 pasajeros y tripulación a bordo. Los investigadores determinaron que la causa principal del accidente fue un error del control de tráfico aéreo (ATC en inglés).

## Accidente
El vuelo 86 se dirigía al aeropuerto de Lagos a nivel de vuelo (FL) 240 (aproximadamente 24.000 pies (7300 m) de altitud). Al mismo tiempo, un avión operado por Triax se dirigía de Lagos a Enugu a FL160. El controlador de tráfico aéreo de Lagos autorizó a la tripulación del vuelo 86 a descender, pero pensó erróneamente que antes había autorizado al vuelo 86 a descender a 10,000 pies (3,000 m) y que estaba por debajo del avión Triax. El descenso a FL240 provocó que el vuelo 86 entrara en conflicto con el vuelo de Triax en FL160. El sistema de prevención colisiones de tráfico (TCAS) sonó una alerta, pero cuando la tripulación tomó una acción evasiva compensaron en exceso y rodó demasiado lejos; los pilotos perdieron el control y en dieciséis segundos la aeronave estaba boca abajo y se lanzaba hacia el suelo a una velocidad cercana a Mach 1. La aeronave invertida se desintegró al impactar cerca de Imota (Ejirin) a las 17:05 hora local.

## Investigación
Se determinó que la causa principal del accidente fue un error de parte del controlador de tránsito aéreo. «La separación de tránsito desordenada por parte del controlador de radar que resultó de la vectorización de ADK 086 hacia la pista del tránsito opuesto TIX 185».
También se descubrió que el piloto tenía la culpa de proceder con el rumbo 330 y la maniobra arriesgada para evitar una colisión con el avión Triax.